# Самораново
Самораново (болг. Самораново) — село в Болгарии. Находится в Кюстендилской области, входит в общину Дупница. Население составляет 1 749 человек.

## Политическая ситуация
В местном кметстве Самораново, в состав которого входит Самораново, должность кмета (старосты) исполняет Николай Георгиев Ангарев (Порядок, законность и справедливость (РЗС)) по результатам выборов правления кметства.
Кмет (мэр) общины Дупница — Атанас Александров Янев (независимый) по результатам выборов в правление общины.